# Un detectiv intrat la apă
Un detectiv intrat la apă (în engleză Fish Police) este un serial de animație american produs de H-B Production Co. pornind de la benzile desenate publicate sub același nume⁠(d) de Steve Moncuse. A fost difuzat în premieră pe CBS în 1992, însă a fost anulat după difuzarea a trei episoade din cauza ratingului scăzut. Ultimele trei episoade ale primului sezon nu au fost difuzate în Statele Unite, dar întreg serialul a rulat în Europa.
Personajele serialului aveau un vocabular mai matur decât majoritatea producțiilor animate ale companiei, iar unele episoade conțineau aluzii⁠(d) și termeni licențioși.
Serialul a reprezentat unul dintre proiectele marilor rețele de televiziune - alături de Capitol Critters (ABC) și Câinele familiei (CBS) - prin care se încerca dezvoltarea unor seriale de animație care să concureze cu Familia Simpson (Fox) în intervalul de maximă audiență⁠(d). Hanna-Barbera Productions le-a prezentat⁠(d) serialul celor din CBS Entertainment, iar aceștia au fost de acord să-l preia. Toate trei au fost anulate în timpul primului sezon. 

## Intriga
Sub apele oceanului, un pește pe nume Inspectorul Gil lucrează pentru departamentul de poliție condus de șeful Abalone. Acesta rezolve diverse cazuri în orașul său și în același timp intră în conflict cu gangsterul Biscotti Calamari.

## Personaje

### Personaje principale
- Inspectorul Gil (John Ritter) - protagonistul serialului. Gil este un detectiv similar celor din filmele clasice noir. Acesta are o gândire dihotomică și interpretează lumea ca fiind un conflict între bine și rău, fapt demonstrat de relatările sale din timpul episoadelor. Gil are o relație de cinci ani cu Pearl și o „relație de prietenie” cu Angel. Dialogul din primul episod denotă că acesta este prieten cu alte personaje fictive precum Fred Flintstone și Kermit the Frog.
- Biscotti Calamari (Héctor Elizondo⁠(d)) - un boss calmar care își desfășoară operațiunile într-un mod foarte discret. În ciuda crimelor comise, acesta se consideră de neatins și uneori oferă ajutor poliției, considerând că implicarea sa îi va fi de folos în cazul în care va avea nevoie de ei. Din cauza acestei abordări, Gil, Catfish și Abalone îi displac enorm pe Calamari.
- Sharkster (Tim Curry) - avocatul rechin al lui Calamari. Lingușitor din fire, acesta este pregătit să-și apere clientul prin orice mijloace posibile, dar o face în cel mai imoral mod posibil, conștient că clientul său poate să comită orice infracțiune și să scape basma curată. Sharkster profită de cunoștințele sale juridice și-i creează probleme și dificultăți lui Gil, între cei doi existând o antipatie enormă. Tim Curry și John Ritter au interpretat împreună în filmul It (1990), iar mai târziu într-un episod din serialul Over the Top⁠(d). Cei doi au rămas prieteni buni până la moartea lui Ritter.
- Mussels Marinara (Frank Welker⁠(d)) - garda de corp⁠(d) naivă și supraponderală a lui Calamari.
- Șeful Abalone (Ed Asner) - Șeful iute la mânie al departamentului de poliției unde activează Gil. Acesta pare să nu-i aibă la inimă pe membrii propriului staff, însă are încredere în ei, în special în Gil.
- Primarul Cod (Jonathan Winters) - După cum sugerează titlul său, Cod este primarul orașului Fish. În ciuda acestui lucru, el este laș și într-o oarecare măsură incompetent.
- Detectivul Catfish (Robert Guillaume⁠(d)) - Un ofițer sub acoperire în secția lui Gil; îl cunoaște pe acesta de ceva timp și par a fi prieteni buni, fapt demonstrat de tristețea sa după încarcerarea lui Gil pentru crime comise de un impostor. Catfish lucrează sub acoperire deghizat, de obicei în drag⁠(d).
- Crabby (Buddy Hackett) - Un șofer de taxi bătrân, amar, care frecventează restaurantul lui Pearl, precum și alte zone pe care Gil le vizitează. Oferă uneori informații utile despre cazurile investigate de Gil în timpul discuțiilor sale.
- Pearl White (Megan Mullally⁠(d)) - Proprietara restaurantului pe care îl frecventează Gil. De asemenea, ea a avut relații intermitente⁠(d) cu acesta pe parcursul ultimilor 5 ani. Își dorește deseori ca Gil să devină mai fermecător deoarece relația dintre cei doi a devenit predictibilă. O urăște pe Angel care flirtează constant cu Gil.
- Angel Jones (JoBeth Williams⁠(d)) - solistul de la clubul lui Calamari și alt personaj care denotă că este interesat de Gil. În ciuda afirmațiilor sale din primul episod că sunt doar prieteni, Angel sugerează pe față că este interesată de Gil prin flirtul ei constant de-a lungul întregului serial. Aceasta are o siluetă voluptuoasă și pare să fie inspirată de Jessica Rabbit⁠(d).
- Goldie (Georgia Brown⁠(d)) - Secretara secției de poliție. Goldie este văduvă și a fost căsătorită de cel puțin 5 ori. De obicei, face remarci seci, pline de duh și sarcastice față de colegii săi.
- Tadpole (Charlie Schlatter⁠(d)) - fratele mai mic al lui Pearl care lucrează la secție cu Gil. De obicei, pare să știe exact la ce se gândește Gil sau oricine altcineva ori de câte ori i se dă un ordin și pare să lucreze în criminalistică.
- Connie Koi - Un reporter, aceasta apare adesea pentru a oferi relatări de la fața locului.

### Personaje episodice
- Inspectorul C. Bass (Phil Hartman) - Un polițist Don Juan corupt care este transferat la secția orașului Fish și devine partenerul lui Gil. Cei doi investighează contrabanda cu lingouri de aur.
- The Codfather - Un puternic boss căutat de agenții FBI pentru evaziune fiscală. Își înscenează moartea, iar Calamari este acuzat de crimă.
  - Julius Kelp - Unul dintre subalternii lui Codfather care îl ajută să-și falsifice certificatul de deces.
- Bill (John Ritter) - Un delicvent neînsemnat care seamănă cu Gil. Acesta este supus unei operații estetice pentru a-l transforma într-un doppelgänger și activează ca spion pentru Calamari.
- The Widow Casino (B. J. Ward⁠(d)) - O persoană din înalta societate care dorește să-și ucidă soțul - Clams Casino - cu ajutorul lui Calamari, dar Gil o convinge că acesta a trădat-o.
- Richie (Rob Paulsen) - nepotul preferat al lui Calamari. Este inteligent și un bun om de afaceri asemenea unchiului său în timp ce frații săi mai mici -Buddy și Elvis - sunt exact opusul.
- Donna (Kimmy Robertson⁠(d)) - O chelneriță care lucrează pentru Calamari și începe să comită jafuri cu scopul de a obține aprobarea lui acestuia.
- W.K. the Weenie King (George Hearn⁠(d)) - Gazda concursului anual de frumusețe din orașul FIsh și idolul lui Gil încă din copilărie.
- Shelly - Originalul „Waltzing Weenie”. După 20 de ani de activitate, W.K. o concediază deoarece „nu mai poate ține pasul” și începe să comite infracțiuni.
- Părintele Fluke - Omul care cunoaște totul despre cei vii sau morți. Acesta îi oferă deseori informații lui Gil.

## Listă de episoade
| Nr. | Titlu                       | Data difuzării    |
| --- | --------------------------- | ----------------- |
| 1 | The Shell Game              | 28 februarie 1992 |
| Clams Casino, proprietarul unui cazinou, este ucis, iar Angel este principalul suspect. În ciuda acestor fapte, Gil nu este convins și suspectează o legătură între Calamari și văduva lui Clams. |                             |                   |
| 2 | A Fish Out of Water         | 6 martie 1992     |
| Gil devine fără voia sa partenerul noului inspector C. Bass. Când prima lor investigație dă greș, Gil suspectează că Bass, cu toate că nu are cazier, primește mită. |                             |                   |
| 3 | Beauty's Only Fin Deep      | 13 martie 1992    |
| Un concurs de frumusețe se organizează în orașul Fish, marele premiu fiind un an de vacanțe, iar geloasa Pearl face tot posibilul ca Angel să câștige concursul. Între timp, un asasin începe să atace participanții. |                             |                   |
| 4 | The Codfather               | 4 aprilie 1992    |
| Un boss al mafiei - The Codfather - este găsit mort la scurt timp după o „discuție despre afaceri” cu Calamari, iar unul dintre șervețelele sale este descoperit la fața locului. Calamari este arestat, dar Gil pune sub semnul întrebării vinovăția acestuia când află că Codfather este căutat pentru evaziune fiscală.                           |                             |                   |
| 5 | The Two Gils                | 5 mai 1992        |
| Calamari angajează un doppelgänger pe nume Bill care-i fură identitatea lui Gil și operează în departamentul de poliție în calitate de informator. Lucrurile încep însă să se complice când viața personală a lui Gil și lăcomia lui Bill sunt amestecate.                                                                                           |                             |                   |
| 6 | No Way to Treat a Fillet-dy | 16 iunie 1992     |
| Calamari își aduce cei trei nepoți în orașul Fish și - aproape în același timp - un tâlhar fură economiile lui Goldie de la Balul de caritate. Gil îi suspectează pe nepoții lui Calamari, însă aceștia sunt considerați nevinovați după ce ei înșiși sunt jefuiți. Concomitent, acesta o invită atât pe Pearl, cât și pe Angel la bal din greșeală. |                             |                   |

## Distribuție
- John Ritter - inspectorul Gil
- Edward Asner - șeful Abalone
- Georgia Brown - Goldie
- Tim Curry - Sharkster
- Héctor Elizondo - Calamari
- Robert Guillaume - detectivul Catfish
- Buddy Hackett - Crabby
- Megan Mullally - Pearl
- Charlie Schlatter - Tadpole
- Frank Welker - Mussels Marinara
- JoBeth Williams - Angel
- Jonathan Winters - primarul Cod

## Recepție
Recenziile au fost cu precădere negative. Ken Tucker⁠(d) de la Entertainment Weekly a dat serialului nota „C”, menționând că „benzile desenate sunt mult mai variate și mai bine construite – intrigile lor sunt misterioase în timp ce aici poveștile sunt doar un pas spre mai mult umor”. Marion Garmel de la Indianapolis Star a considerat că animației îi lipsește „calitatea obscură” a benzilor desenate. Într-un interviu din 2010, Moncuse a declarat despre serial: „Cu cât se vorbește mai puțin despre serialul animat, cu atât mai bine”.